# ميونا هوري
ميونا هوري (باليابانية: 堀 未央奈) هي مغنية وممثلة وعارضة أزياء يابانية. من مواليد 15 أكتوبر 1996 في غيفو، محافظة غيفو. وهي عضوة في الجيل الثاني من فرقة الفتيات اليابانية نوغيزاكا 46، وعارضة منتظمة لمجلة الأزياء آر.

## الحياة والمهنة
في 28 مارس 2013، تم اختبار هوري بنجاح للجيل الثاني من فرقة نوغيزاكا 46، لأول مرة في المسرحية 16-nin no Principal Deux، الذي عرض أعضاء الجيل الثاني المضافيين حديثًا. تم اختيار هوري كالمركز الرئيسي للأغنية السابعة للفرقة "Barrette" وهي عضوة أساسية في الفرقة منذ ذلك الحين. وهي تواصل نشاطها كفنانة وظهورها وفي البرامج التلفزيونية المختلفة
في عام 2019، ظهرت هوري لأول مرة كممثلة سينمائية في دور رئيسي في فيلم حيلة مثيرة: فتاة تلتقي بفتى، المبنى على مانغا ميكي أيهارا "حيلة مثيرة"، قامت بلعب دور هاتسومي ناريتا. فازت عن أدائها بجائزة المواهب الآسيوية الجديدة - أفضل ممثلة في مهرجان شنغهاي السينمائي الدولي في ذلك العام

## الأعمال

### أفلام
| السنة | العنوان                     | الدور          |
| ----- | --------------------------- | -------------- |
| 2019  | حيلة مثيرة: فتاة تلتقي بفتى | هاتسومي ناريتا |

### مسرح
| السنة | العنوان                  | الدور            | م.     |
| ----- | ------------------------ | ---------------- | ------ |
| 2013  | 16-nin no Principal Deux |                  |        |
| 2015  | جوشاركو                  | غانكيو كوروبيوتي | [ 14 ] |

## روابط خارجية
- ميونا هوري على موقع IMDb (الإنجليزية)
- ميونا هوري على موقع ميوزك برينز (الإنجليزية)